# 勝山幸人
勝山 幸人（かつやま ゆきと、1958年 - ）は、日本の日本語学者。静岡大学人文学部教授。

## 来歴
- 1984年 - 國學院大學大学院文学研究科修士課程修了
- 1987年 - 國學院大學大学院文学研究科博士課程中退
- 1987年 - 山口大学教育学部助手
- 1989年 - 静岡大学教養部助教授
- 1995年 - 静岡大学人文学部助教授
- 2002年 - タマサート大学へ研修
- 静岡大学人文学部教授

## 著書
- 想像する平安文学8　音声と書くこと （共著、勉誠出版 、2001 ）